# العنب الكشمشي
العنب الكشمشي (في المشرق) أو الكشمش أو عنب طومسون سيدلس في مصر (Thompson Seedless) ویسمي أیضا سلطاني هو مستنبت من الكرمة النبيذية، لون ثماره صفراء مخضرة عدیمة البذور. ترتفع في عصیرها نسبة السكریات بینما یقل محتواه من الحموضة. وهو من الأصناف مبكرة النضج، ويزرع في مصر وبلاد الشام للإستهلاك المحلي والتصدير. ربما سمي هذا المستنبت بهذا الاسم لكون ثماره شبيهه بثمار الكِشْمِش الأسود أو الهَلْمُوش، إلا أن هذا الإدعاء يحتاج لبحث.
يعتبر هذا المستنبت من العنب من الأنواع القديمة، يرد وصفه بكتاب الجامع لمفردات الأدوية، طوره المزارعون في بلاد الشام ومنها نقل بالفترة العثمانيّة إلى أوروبا فأميركا حيث أشتهر بزراعته في كاليفورنيا مزارع اسمه ويليام ثومبسون أعطى اسمه للمستنبت ومشتقاته. يسمى هذا المستنبت أيضاً بالإنجليزية بالسلطانة (Sultana)